# Sobat (reka)
Reka Sobat je reka regije Velikega Zgornjega Nila v severovzhodnem Južnem Sudanu v Afriki. Je najjužnejši od velikih vzhodnih pritokov Belega Nila, pred sotočjem z Modrim Nilom.

## Geografija
S svojo najdaljšo izvirno reko Sobat doseže dolžino okoli 740 km. Porečje je podano z vrednostmi med 225.000 in 247.000 km² (v nekaterih primerih nad 430.000 km²). Njen izvir leži v Etiopskem višavju v jugozahodni Etiopiji in se pogosto imenuje porečje reke Baro–Akobo. Glavna količina vode prihaja iz Baroja, ki postane Sobat po sotočju s Piborjem na meji Etiopije in Južnega Sudana.
Sobat teče v severozahodni smeri skozi Južni Sudan in se izliva v Beli Nil jugovzhodno od Malakala pri hribu Doleib. Med sezono poplav je plovna po reki Baro do Gambele v Etiopiji. Največje mesto na Sobatu je Nasir. Leva pritoka sta Nyanding in Thui.
Reka vstopi v Beli Nil na hribu Doleib, blizu mesta Malakal v zvezni državi Zgornji Nil.
Med poplavami reka Sobat proizvaja ogromen pretok, ki nosi belo usedlino, zaradi česar je Beli Nil dobil ime.

## Hidrologija
Sobat in njeni pritoki odmakajo porečje, veliko približno 225.000 km². Povprečni letni pretok reke je 412 m³/s.
Po glavni poletni deževni sezoni v Etiopskem višavju Sobat odda približno 7,45 milijarde m³ v Beli Nil (Bahr el Abiad), kar je približno 55 % njegovega letnega odtoka (13,5 milijarde m³) samo v mesecih od septembra do decembra.
Pibor prinese v Sobat le dobrih 30 m³/s vode z juga do tik pred izlivom Akoba, pritoka Piborja. Toda le nekaj kilometrov naprej od vzhoda v etiopskem višavju Akabo že izpušča skoraj 90 m³/s. Temu primerno dobrih 100 m³/s teče ob sotočju z Baro, ki je približno 80 km naprej na sušnem in odprtem območju. K temu je dodan iztok reke Gilo z nadaljnjimi 100 m³/s. Baro, ki prav tako prihaja z vzhoda, ima ob sotočju največji pretok 300 m³/s.

## Konflikti
Reka je najpomembnejša prometna povezava za številne vasi. V začetku junija 2009 je oborožena skupina iz lokalnega Džikani-Nuerja napadla konvoj 27 čolnov, ki so jih spremljali vojaki SPLA in prevažali pomoč WFP v hrani iz Nasirja v Akobo. Bilo je mrtvih in ranjenih. V prejšnjih mesecih je prišlo do več oboroženih spopadov med konkurenčnima etničnima skupinama Nuer Lou in Jikani. Tradicionalni vzrok streljanja je maščevanje zaradi kraje živine.